# 12 thermidor
12 messidor 12 fructidor
Le duodi 12 thermidor, officiellement dénommé jour de la salicorne, est le 312e jour de l'année du calendrier républicain.
C'était généralement le 30e jour du mois de juillet dans le calendrier grégorien.